# Canadian Open 1958
Die Canada Open 1958 im Badminton fanden im März 1958 in Victoria statt. Die Titelkämpfe waren in diesem Jahr sowohl die nationalen als auch die internationalen Meisterschaften Kanadas.

## Finalergebnisse
| Disziplin    | Sieger                      | Finalist                       | Ergebnis           |
| ------------ | --------------------------- | ------------------------------ | ------------------ |
| Herreneinzel | David McTaggart             | James Carnwath                 | 15-4, 6-15, 15-8   |
| Dameneinzel  | Jean Miller                 | Kae Grant                      | 6-11, 11-8, 12-10  |
| Herrendoppel | Donald Smythe Budd Porter   | Beverley Westcott Bill Purcell | 15-10, 15-11       |
| Damendoppel  | Marjory Shedd Joan Hennessy | Kae Grant Jean Miller          | 15-8, 8-15, 15-9   |
| Mixed        | Bill Purcell Marjory Shedd  | Bert Fergus Joyce MacDonald    | 11-15, 15-10, 15-2 |